# شلوارک

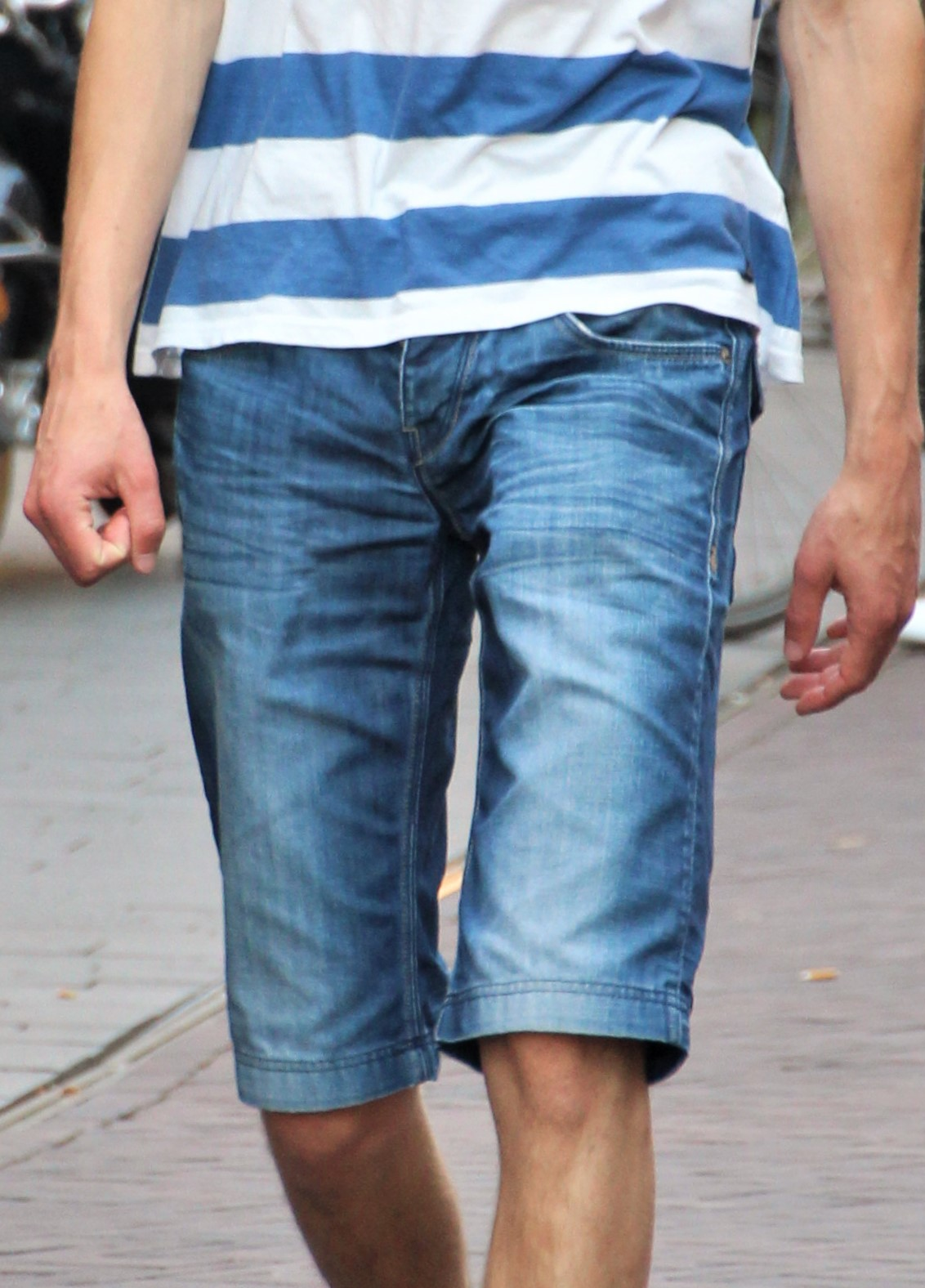
یک شلوارک مردانه.

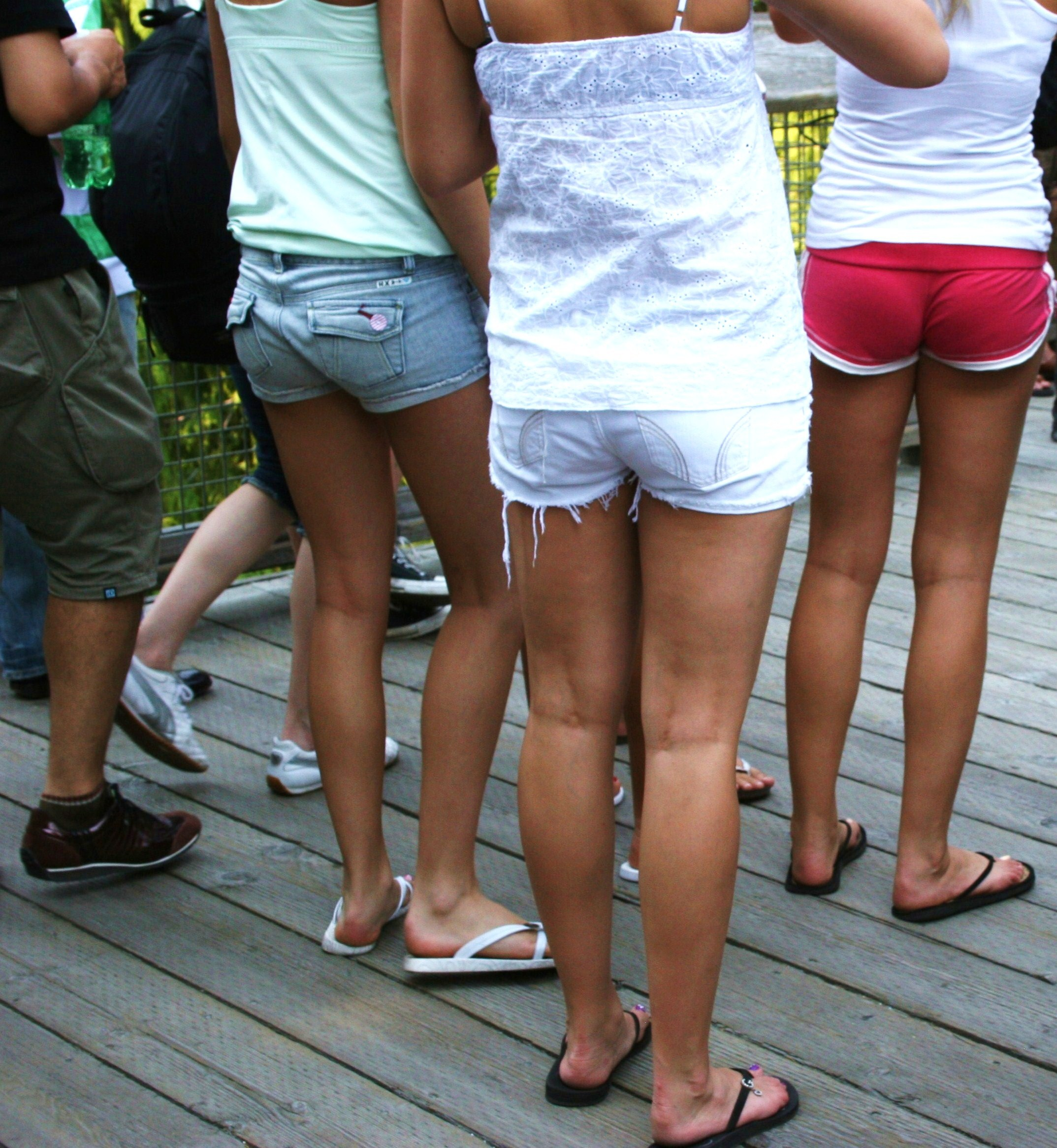
شلوارک‌ها دارای طرح‌ها و اندازه‌های مختلفی برای زنان و مردان هستند.

شلوارک به معنای «شلوار کوتاه»، نوعی لباس است که برای پوشاندن بخشی از پایین‌تنه بدن انسان، توسط مردان و زنان پوشیده می‌شود. 
بسیاری از طراحان مشهور لباس و خانه‌های مد، به طراحی و تولید انواع شلوارک می‌پردازند. با وجود استفاده کم‌تر پارچه نسبت به شلوار، قیمت شلوارک‌ها در کشورهای خارجی معمولاً از قیمت شلوار گران‌تر است.